# برينت فوستر
برينت فوستر (بالإنجليزية: Brent Foster)‏ هو تريثلت نيوزيلندي، ولد في 23 مايو 1967.